# فرودگاه تورشلاندا
فرودگاه تورشلاندا (به انگلیسی: Torslanda Airport) (به زبان بومی: Torslanda Flygfält) یک فرودگاه همگانی با کد یاتا GOT است. این فرودگاه در شهر گوتنبورگ کشور سوئد قرار دارد.